# Goran Karan
Goran Karan (Belgrado, 2 de abril de 1964-  ), é um cantor croata. Ele produz canções influenciadas no folk dalmata e é conhecido pela sua poderosa e refinada voz de tenor. A sua colaboração com o compositor  Zdenko Runjić fez com que ganhasse diversos prémios.

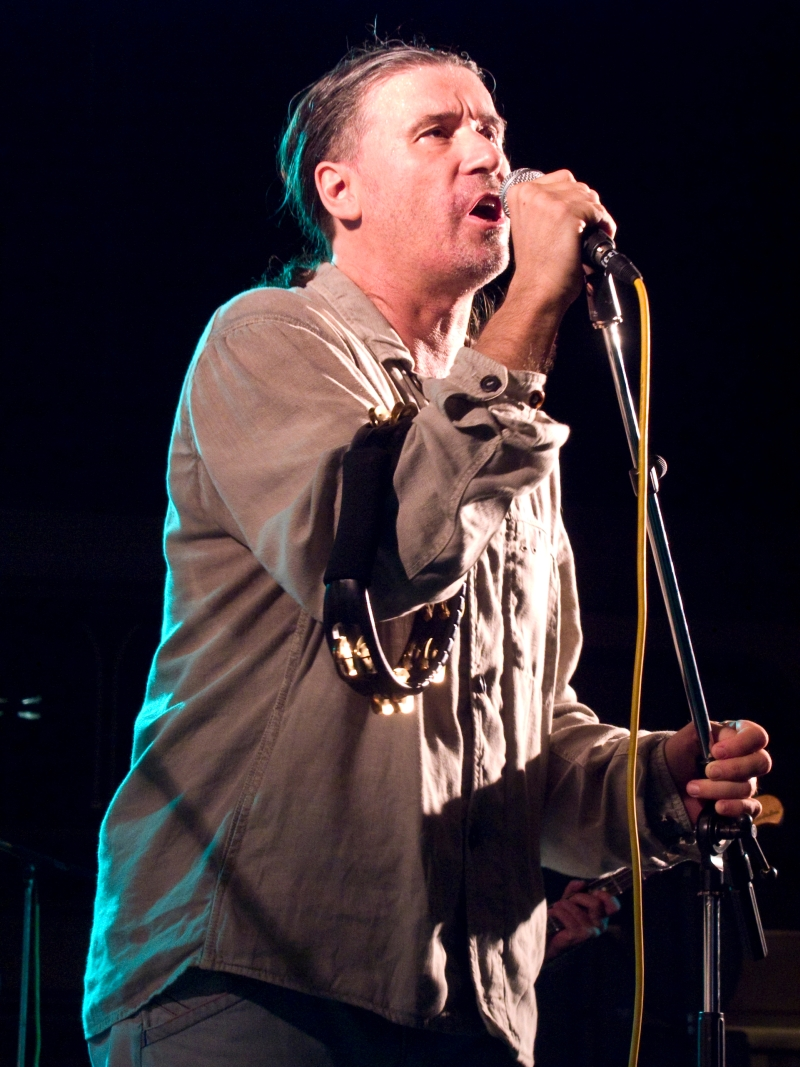
Goran Karan cantando ao vivo em Crikvenica (cidade da Croácia.

Karan foi líder da banda de rock croata Big Blue, antes de se tornar cantor solo em 1997.
Karan representou a Croácia no Festival Eurovisão da Canção 2000, onde terminou em nono lugar com a canção  "Kad zaspu anđeli ("Quando os anjos estão dormindo").
Em 2005, foi um dos júris do  Hrvatski idol, versão croata do concurso Pop Idol. A canção de Karan "Ružo moja bila" venceu O Festival da canção de Split.

## Discografia

### Álbuns
- Kao da te ne volim (Como eu não te amo) - 1999
- Vagabundo (Vagabundo) - 2000
- Ahoj! (Ahoy!) - 2003
- Od srca do usana (Do coração aos lábios) - 2005
- Zlatna kolekcija (Coleção de ouro) - 2005
- Dite Ljubavi - 2008

## Lígações externas
- (em croata) Página oficial de Goran Karan
- (em croata) Página de fãs

| Precedido por Doris Dragović com Marija Magdalena | Croácia no Festival Eurovisão da Canção 2000 | Sucedido por Vanna com Strings of My Heart |